# Kastorf
Kastorf là một đô thị thuộc huyện Lauenburg, trong bang Schleswig-Holstein, nước Đức. Đô thị Kastorf có diện tích 6,9 km², dân số thời điểm 31 tháng 12 năm 2006 là 1203 người.